# Edward Fatu
Edward (Eddie) Fatu (Amerikaans-Samoa, 28 maart 1973 - Houston (Texas), 4 december 2009), beter bekend als Umaga, was een Amerikaans-Samoaans professioneel worstelaar, die bekend was in de World Wrestling Entertainment (WWE).
Begin december werd Fatu opgenomen in een ziekenhuis in Houston, Texas ten gevolge van een hartaanval. Op 4 december 2009 overleed hij in het ziekenhuis ten gevolge van een tweede hartaanval.

## Worstelcarrière
Hij kwam in contact met het worstelen omdat zijn broers Solofa Fatu (Rikishi) & Sam Fatu (The Tonga Kid) ook professionele worstelaars zijn. Umaga was negen maanden ongeslagen sinds zijn aankomst in de WWE, maar verloor toen zijn eerste Title Match van John Cena. Umaga zou later op de Royal Rumble van 2007 ook de rematch verliezen in een Last Man Standing match.
Eddie werd vrijgegeven van zijn WWE contract op 11 juni 2009.
Tot kort daarvoor worstelde Umaga bij de WWE, maar hij werd daar ontslagen omdat hij de regels ten aanzien van medicijngebruik negeerde. Ook weigerde hij zich te laten behandelen in een ontwenningskliniek. Eerder kwam hij ook al in opspraak nadat hij groeihormonen had gekocht bij een apotheek, wat in strijd met de regels was.
Op 4 december 2009 overleed Umaga op 36-jarige leeftijd aan een hartaanval.
Hij werd thuis bewusteloos gevonden door zijn vrouw. De worstelaar was pas terug van een tournee met Hulk Hogan.

## In worstelen
- Aanval en kenmerkende bewegingen
  - Reverse piledriver – Japan
  - Samoan Spike (High speed thumb thrust to the throat)
  - Super Samoan drop
  - Wild Samoan Splash (Diving splash)
  - Backbreaker rack dropped into a neckbreaker – 2006
  - Diving headbutt
  - Giant swing, occasionally into an object such as ring steps or a barricade
  - Nerve hold
  - Reverse STO
  - Samoan Wrecking Ball
  - Samoan drop, sometimes preceded by a gorilla press
  - Savate kick
  - Spinning wheel kick
  - Swinging side slam
  - Turnbuckle powerbomb
  - Two–handed chokelift

- Managers
  - Eric Bischoff
  - Rico
  - Armando Alejandro Estrada
  - Shane McMahon
  - Vince McMahon

- Bijnamen
  - "The Samoan Typhoon" (AJPW)
  - "The Samoan Wrecking Machine" (WWE)
  - "The Samoan Smashing Machine" (WWE)
  - "The Samoan Bulldozer" (WWE)

## Erelijst
- All Japan Pro Wrestling
  - AJPW Unified World Tag Team Championship (1 keer met Taiyō Kea)
  - World's Strongest Tag Team League (2004 met Taiyō Kea)

- Frontier Martial-Arts Wrestling - World Entertainment Wrestling
  - FMW/WEW Hardcore Tag Team Championship (1 keer met Matt Anoa'i)

- Hawai'i Championship Wrestling
  - HCW Kekaulike Heritage Tag Team Championship (1 keer Taiyō Kea)

- Heartland Wrestling Association
  - HWA Tag Team Championship (1 keer)

- Memphis Championship Wrestling
  - MCW Southern Tag Team Championship (3 keer met Kimo)

- World Wrestling Entertainment
  - WWE Intercontinental Championship (2 keer)